# Oscar Ayodi
Oscar Ayodi (21 de setembro de 1989) é um jogador de rugby sevens queniano.

## Carreira
Oscar Ayodi integrou o elenco da Seleção Queniana de Rugbi de Sevens, na Rio 2016, que foi 11º colocada.